# Falernische wijn
Falernische wijn (Latijn: Falernum) was een witte wijn die werd gemaakt van de druif amimeum en werd verbouwd op de helling van de berg Falernus bij de grens van Latium en Campania. Het was de beroemdste wijn in het oude Rome, een "grand cru" avant la lettre, en werd vaak vermeld in Romeinse literatuur, maar is daarna verdwenen. Wellicht de beroemdste vermelding is die van Petronius in zijn Satyricon, waar de wijn wordt geschonken (en geplengd) tijdens het beroemde "feestmaal van Trimalchio".